# Uli Stielike
Ulrich "Uli" Stielike  (Ketsch, Alemania Occidental, 15 de noviembre de 1954) es un exfutbolista y entrenador alemán. Actualmente está libre.
Como jugador, Stielike se desempeñaba como centrocampista, jugando en clubes como el Borussia Mönchengladbach, Real Madrid C. F. y Neuchâtel Xamax FCS, siendo estos dos primeros en los que consiguió sus mayores éxitos a nivel de club y a nivel individual, logrando destacarse a mediados de los años 70' y 80'.
Stielike también fue internacional, jugando para la selección de Alemania Occidental, siendo parte de la plantilla que conquistó la Eurocopa 1980 disputada en Italia. 
Stielike es uno de los pocos jugadores (Rainer Bonhof y Manfred Kaltz son otros) que han jugado en las 3 finales de clubes de competiciones europeas (la Copa de Europa / Champions League, la Recopa de la UEFA y la Copa de la UEFA / Europa League), la final de la Copa Mundial y la final de la Eurocopa.

## Trayectoria

### Borussia Mönchengladbach

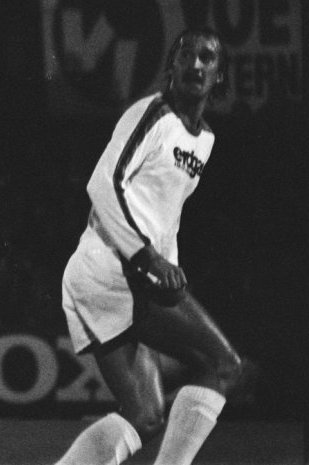
Stielike en el Borussia Mönchengladbach durante su etapa como futbolista.

Comenzó como juvenil en el club de su ciudad natal, el SpVgg Ketsch, para fichar por el Borussia Mönchengladbach, subcampeón de la Copa de la UEFA en 1973. Jugando como centrocampista defensivo, formó parte del equipo que ganó los títulos de la Bundesliga en 1975, 1976 y 1977, la Copa de Alemania en 1973, la Copa de la UEFA en 1975 y el subcampeonato de la Copa de Europa en 1977, tras caer 1-2 en la final contra el Liverpool Football Club en Roma.

### Real Madrid C. F.
En la temporada 1977-78, Stielike se incorporó al Real Madrid Club de Fútbol, donde se convirtió en uno de los jugadores más apreciados por la afición en los ocho años que jugó. En sus tres primeras temporadas en el Santiago Bernabéu el equipo quedó campeón de Liga. Además, en 1980 y 1982, ganaron también la Copa del Rey. En 1981 perdieron la final de la Copa de Europa 1980-81 ante el Liverpool Football Club por 0-1 en París. En su última temporada en el equipo, logró el título de la Copa de la UEFA 1984-85.
Durante su etapa con «los vikingos» Stielike ganó el Premio Don Balón al "Mejor Jugador Extranjero de la Liga" cuatro años seguidos, en 1979, 1980, 1981 y 1982, siendo el extranjero más laureado. Anotó un total de 50 goles en 308 partidos.

### Neuchâtel Xamax y retiro
En 1985 fichó por el Neuchâtel Xamax de la Superliga Suiza, donde ganó los títulos de liga en 1987 y 1988. En este club se retiró como futbolista a finales de 1988.

## Selección nacional
Tras jugar 18 partidos con la Selección Alemana sub-18, Stielike (de 20 años) fue llamado para la selección mayor (entonces dirigida por Helmut Schön), debutando el 3 de septiembre de 1975 ante Austria, el partido terminaría 2:0 a favor de los alemanes. 
Stielike jugó un total de 42 encuentros y marcó 3 goles con la Selección de Alemania entre 1975 y 1984, logrando ganar la Eurocopa 1980 y disputando la final del Campeonato Mundial de 1982 en España, donde es famosa su imagen en la tanda de penaltis, cuando falla su cobro y quiere que se lo trague la tierra, luego Schumacher atajaría, y Six y Bossis fallarían para Francia, llegando Alemania a la final, perdiendo esta 1:3 ante Italia. No participó en el Mundial '78 en Argentina, al no permitir la Federación Alemana que jugasen en la selección futbolistas que no disputaran la Bundesliga. Formó parte de la lista de convocados por el seleccionador Jupp Derwall para disputar la Eurocopa 1984, en Francia, que ganó el país anfitrión. 
El último partido con la selección de su país lo disputó contra Argentina (1:3) en septiembre de 1984, en el primer partido de Franz Beckenbauer como seleccionador.

### Participaciones en Copas del Mundo
| Mundial                        | Sede   | Resultado  |
| ------------------------------ | ------ | ---------- |
| Copa Mundial de Fútbol de 1982 | España | Subcampeón |

### Participaciones en Eurocopa
| Eurocopa      | Sede    | Resultado    |
| ------------- | ------- | ------------ |
| Eurocopa 1980 | Italia  | Campeón      |
| Eurocopa 1984 | Francia | Primera fase |

## Carrera como entrenador

### Inicios
Después de finalizar su carrera como jugador, Stielike se convirtió en seleccionador de Suiza, de 1989 a 1991, como sucesor de Paul Wolfisberg y predecesor de Roy Hodgson.
De 1992 a 1994 fue entrenador del Neuchâtel Xamax FCS suizo y, de 1994 a 1996, también fue entrenador del U.D. Almería en España y del SV Waldhof Mannheim en la 2. Bundesliga de Alemania.

### Selección de Alemania y Costa de Marfil
En 1998, Stielike había sido entrevistado por Egidius Braun, el entonces presidente de la Federación Alemana de Fútbol, tras una vacante producida por la renuncia de Berti Vogts al puesto de entrenador de Alemania en 1998. Creía que Braun le ofrecería la sucesión de Vogts, en consecuencia dirigiéndose a una entrevista con Kicker (revista deportiva) en esta creencia (errónea). Después de que las conversaciones con Braun revelaron que Stielke solo sería nombrado entrenador asistente en lugar de entrenador, Stielike tuvo que retractarse de algunos comentarios (por ejemplo, sobre Andreas Möller). Desde el 9 de septiembre de 1998 hasta el 7 de mayo de 2000, Stielike había sido asistente del entonces seleccionador de Alemania, Erich Ribbeck. Poco antes de la Eurocopa 2000, que terminó en un desastre para los alemanes, Stielike renunció a su papel como asistente debido a las diferencias en algunos aspectos con Ribbeck. Fue reemplazado por Horst Hrubesch para el torneo. Stielike pasó seis años trabajando con diferentes equipos juveniles de Alemania (es decir, el equipo sub-21 hasta 2004 y el sub-20) en la Copa Mundial de Fútbol Sub-20 de 2001 y 2003.
El 14 de septiembre de 2006, Stielike firmó un contrato para hacerse cargo del equipo nacional de fútbol de Costa de Marfil en sucesión del francés Henri Michel, tras la eliminación del equipo en la Copa Mundial de la FIFA 2006. Stielike renunció como entrenador de Les Éléphants el 7 de enero de 2008 debido a la alarmante mala salud de su hijo. El 1 de febrero, Michael Stielike, de 23 años, murió después de no recibir un trasplante de pulmón, y su salud se deterioró gradualmente hasta que eventualmente se le dio soporte vital.

### Paso por Suiza y Catar
El 31 de mayo de 2008 aceptó entrenar al equipo suizo F. C. Sion, pero fue despedido el 3 de noviembre de 2008. 
El 5 de enero de 2009 firmó un contrato con el Al-Arabi Sports Club de Catar donde permaneció por dos años, Stielike no se movió país asiático y pasó al Al-Sailiya de la Segunda División de Catar (Qatargas League), donde se consagró campeón y logró el ascenso, tras dos años en el club, vuelve a Al-Arabi Sports Club donde permanece un año.

### Selección de Corea del Sur
El 5 de septiembre de 2014, Stielike fue nombrado entrenador del equipo nacional de fútbol de Corea del Sur, firmando un contrato de cuatro años que se extendería hasta la Copa Mundial de Fútbol de 2018. En su primer juego a cargo, Corea del Sur derrotó a Paraguay por 2-0 en un partido amistoso. Su equipo comenzó su campaña de la Copa Asiática 2015 con una victoria por 1-0 sobre Omán. Esto continuó con dos victorias con el mismo marcador sobre Kuwait y los anfitriones Australia. Corea del Sur clasificó a la etapa de eliminación directa como ganadores del grupo con nueve puntos y se enfrentó a Uzbekistán en los cuartos de final, aunque el juego se mantuvo 0-0 durante los primeros 90 minutos, dos goles de Heung-Min Son en tiempo extra ayudaron a Corea del Sur a llegar a semifinales. Corea jugó en semifinales contra Irak y ganó el partido por 2-0. Corea del Sur terminó el torneo como subcampeón luego de perder ante Australia por 2-1 en la final. A pesar de la pérdida, la imagen pública del equipo, que se dañó después de la Copa Mundial de 2014, fue restaurada. El equipo recibió elogios por tener una de las líneas defensivas más fuertes del torneo, sin conceder ningún gol hasta la final.
Ya en 2015, Corea del Sur se coronó campeona del Campeonato de Fútbol del Este de Asia a pesar de no haber jugado en su mejor nivel.
El equipo de Stielike tuvo un buen comienzo en la segunda ronda de las eliminatorias para la Copa Mundial de 2018, sin conceder ni un solo gol y ganar sus ocho partidos en el Grupo G. Sin embargo, los partidos del Grupo A de la tercera ronda no fueron tan buenos y Stielike se convirtió en tema de críticas por la selección de equipos y tácticas después de una derrota por 1-0 ante Irán el 11 de octubre de 2016 y otra derrota por 1-0 el 23 de marzo de 2017 ante China (solo su segunda derrota ante China en 32 partidos). Una pérdida de 3-2 ante Catar el 13 de junio de 2017 fue la tercera derrota de Corea del Sur en sus primeros ocho partidos en el Grupo A. Era la primera vez que Corea había perdido contra Catar en 32 años. Tal racha de resultados llevó al despido de Stielike por la Asociación de Fútbol de Corea (KFA) el 15 de junio de 2017. Después de su derrota 3-2 contra Catar el 13 de junio de 2017, Corea del Sur permaneció en el segundo lugar del Grupo A, siete puntos detrás de Irán, ya clasificado pero solo un punto por delante del tercer lugar, Uzbekistán, con todos los equipos jugando ocho partidos cada uno en el Grupo A. Corea del Sur jugaría contra Irán y Uzbekistán en sus dos últimos partidos del Grupo A. Finalmente, los coreanos mantienen el segundo lugar y clasifican a pesar de dos empates sin goles bajo el entrenamiento de Shin Tae-yong, sucesor de Stielike.

### Tianjin TEDA
El 11 de septiembre de 2017, Stielike fue presentado como nuevo entrenador del Tianjin TEDA de la Superliga China. El 19 de agosto de 2020 es destituido por el pésimo inicio del equipo.

## Clubes

### Como jugador
| Club                     | País     | Año       |
| ------------------------ | -------- | --------- |
| Borussia Mönchengladbach | Alemania | 1973-1977 |
| Real Madrid C. F.        | España   | 1977-1985 |
| Neuchâtel Xamax FCS      | Suiza    | 1985-1988 |

### Como entrenador
| Club                                          | País            | Año       | PJ | PG | PE | PP | Efectividad |
| --------------------------------------------- | --------------- | --------- | -- | -- | -- | -- | ----------- |
| Selección de Suiza                            | Suiza           | 1989-1991 | 28 | 13 | 5  | 10 | 52.38%      |
| Neuchâtel Xamax FCS                           | Suiza           | 1992-1994 | 86 | 30 | 31 | 25 | 46.9%       |
| SV Waldhof Mannheim                           | Alemania        | 1994-1995 | 36 | 14 | 17 | 5  | 54.63%      |
| U.D. Almería                                  | España          | 1996      | 16 | 5  | 6  | 5  | 43.75%      |
| Selección de Alemania (Categorías inferiores) | Alemania        | 1998-2006 | 56 | 34 | 10 | 12 | 66.67%      |
| Selección de Costa de Marfil                  | Costa de Marfil | 2006-2008 | 15 | 11 | 2  | 2  | 77.78%      |
| F. C. Sion                                    | Suiza           | 2008      | 15 | 5  | 4  | 6  | 42.22%      |
| Al-Arabi Sports Club                          | Catar           | 2008-2010 | 46 | 21 | 8  | 17 | 51.45%      |
| Al-Sailiya                                    | Catar           | 2010-2012 | 56 | 22 | 12 | 22 | 46.43%      |
| Al-Arabi Sports Club                          | Catar           | 2013-2014 | 28 | 14 | 5  | 9  | 55.95%      |
| Selección Corea del Sur                       | Corea del Sur   | 2014-2017 | 37 | 25 | 5  | 7  | 72.07%      |
| Tianjin TEDA                                  | China           | 2017-2020 | 77 | 28 | 14 | 35 | 45.24%      |

## Palmarés

### Títulos nacionales
| Título             | Club                     | Año  |
| ------------------ | ------------------------ | ---- |
| Copa               | Borussia Mönchengladbach | 1973 |
| Campeonato de Liga | Borussia Mönchengladbach | 1975 |
| Campeonato de Liga | Borussia Mönchengladbach | 1976 |
| Campeonato de Liga | Borussia Mönchengladbach | 1977 |
| Campeonato de Liga | Real Madrid C. F.        | 1978 |
| Campeonato de Liga | Real Madrid C. F.        | 1979 |
| Campeonato de Liga | Real Madrid C. F.        | 1980 |
| Copa               | Real Madrid C. F.        | 1980 |
| Copa               | Real Madrid C. F.        | 1982 |
| Copa de Liga       | Real Madrid C. F.        | 1985 |
| Campeonato de Liga | Neuchâtel Xamax F. C.    | 1987 |
| Campeonato de Liga | Neuchâtel Xamax F. C.    | 1988 |

### Títulos internacionales
Nota (*): incluida la selección.
| Título          | Equipo *                 | Año  |
| --------------- | ------------------------ | ---- |
| Eurocopa        | Alemania                 | 1980 |
|                 |                          |      |
| Copa de la UEFA | Borussia Mönchengladbach | 1975 |
| Copa de la UEFA | Real Madrid C. F.        | 1985 |

### Entrenador
| Título                      | Club             | Año  |
| --------------------------- | ---------------- | ---- |
| Campeonato de Liga (2.ª)    | Al-Sailiya S. C. | 2012 |
|                             |                  |      |
| Campeonato del Este de Asia | Corea del Sur    | 2015 |

### Distinciones individuales
| Distinción       | Año                    |
| ---------------- | ---------------------- |
| Premio Don Balón | 1979, 1980, 1981, 1982 |